# Tobias (piłkarz)
Tobias, właśc. José Benedito Tobias (ur. 13 maja 1949 w Agudos, zm. 13 lipca 2024) – piłkarz brazylijski, występujący na pozycji bramkarza.

## Kariera klubowa
Karierę piłkarską Tobias rozpoczął w klubie Guarani FC w 1970. W 1971 był zawodnikiem Sportu Recife. W Sporcie 22 sierpnia 1971 w zremisowanym 0-0 meczu z São Paulo FC Tobias zadebiutował w lidze brazylijskiej. W latach 1972–1975 ponownie występował w Guarani. W latach 1975–1978 był zawodnikiem Corinthians Paulista. Z Corinthians zdobył mistrzostwo stanu São Paulo – Campeonato Paulista w 1977. W barwach Timão rozegrał 125 meczów.
W latach 1978–1981 występował w kolejno w: Noroeste Bauru, Athletico Paranaense, Leônico Salvador, Bangu AC i Fluminense FC. W 1982–1983 był zawodnikiem Rio Negro Manaus. Z Rio Negro zdobył mistrzostwo stanu Amazonas – Campeonato Amazonense w 1982.
W Rio Negro rozegrał ostatni mecz w lidze wystąpił 3 kwietnia 1983 w przegranym 1-5 meczu z Náutico Recife. Ogółem w latach 1971–1983 w lidze brazylijskiej Tobias rozegrał 152 spotkania. Karierę zakończył w Bangu w 1986.

## Kariera reprezentacyjna
W reprezentacji Brazylii Tobias jedyny raz wystąpił 19 grudnia 1976 w wygranym 4-1 towarzyskim meczu z SC Internacional. Nigdy nie wystąpił w reprezentacji w oficjalnym meczu międzypaństwowym.